# A szerelem hálójában
A szerelem hálójában egy 1998-ban bemutatott amerikai vígjátékfilm.
Az alapmű László Miklós 1937-es Illatszertár című színműve.

## Cselekmény
A Saroküzlet című feldolgozása. A film cselekményét az 1930-as évek Budapestjéről az 1990-es évek New Yorkjába helyezték át és ennek megfelelően modernizálták.

## Szereplők
| Karakter       | Színész             | Magyar hang          |
| -------------- | ------------------- | -------------------- |
| Joe Fox        | Tom Hanks           | Forgács Péter        |
| Kathleen Kelly | Meg Ryan            | Györgyi Anna         |
| Frank Navasky  | Greg Kinnear        | Szabó Sipos Barnabás |
| Christina      | Heather Burns       | Huszárik Kata        |
| George         | Steve Zahn          | Fekete Zoltán        |
| Birdie         | Jean Stapleton      | Földi Teri           |
| Nelson Fox     | Dabney Coleman      | Barbinek Péter       |
| Kevin          | Dave Chappelle      | Bozsó Péter          |
| Patricia Eden  | Parker Posey        | Prókai Annamária     |
| Schuyler Fox   | John Randolph       | Bitskey Tibor        |
| Annabel        | Hallee Hirsh        | Bogdányi Titanilla   |
| Matt           | Jeffrey Scaperrotta |                      |
| Gillian        | Cara Seymour        |                      |
| Sydney Anne    | Jane Adams          | Kiss Eszter          |